# Jima Abajo
Jima Abajo är en kommun i Dominikanska republiken.   Den ligger i provinsen La Vega, i den centrala delen av landet, 80 km nordväst om huvudstaden Santo Domingo. Antalet invånare i kommunen är cirka 30 000.
Terrängen runt Jima Abajo är platt åt nordost, men åt sydväst är den kuperad. Närmaste större samhälle är Concepción de La Vega, 18,9 km nordväst om Jima Abajo. Omgivningarna runt Jima Abajo är en mosaik av jordbruksmark och naturlig växtlighet.